# Pierre Barbotin
Pierre Barbotin (Nantes, 29 de juny de 1926 - Nantes, 16 de febrer de 2009) va ser un ciclista francès que fou professional entre 1948 i 1960. En el seu palmarès destaca la victòria al Critèrium Internacional de 1950, així com una victòria d'etapa a la París-Niça i el Critèrium del Dauphiné Libéré.

## Palmarès
- 1949
  - 1r del Gran Premi de l'Équipe
- 1950
  - 1r del Critèrium Internacional
  - 1r del Premier Elan Parisien
  - 1r del Gran Premi de bicicletes Rochet
  - 1r del Premi d'Hennebont
- 1951
  - 1r del Circuit de l'Indre
  - Vencedor d'una etapa de la París-Niça
- 1954
  - Vencedor d'una etapa del Tour del Sud-est
- 1955
  - 1r de l'Etoile de Léon
  - 1r del Premi de Pontivy
- 1956
  - Vencedor d'una etapa del Critèrium del Dauphiné Libéré
- 1957
  - 1r del Premi de Châteaugiron
- 1960
  - 1r del Gran Premi de Nantes

### Resultats al Tour de França
- 1951. 6è de la classificació general
- 1954. Abandona (5a etapa)
- 1956. 46è de la classificació general
- 1957. Abandona (1a etapa)